# Парк «Привокзальний»
Па́рк «Привокза́льний» — парк у Дарницькому районі міста Києва, у місцевості Нова Дарниця. Розташований між вулицями Привокзальною, Ялтинською, Павла Чубинського та Сімферопольською. Свою назву парк отримав через Дарницький залізничний вокзал, який знаходиться поблизу.

## Історія
Парк «Привокзальний» створений в 1970 році. Загальна кількість дерев — 1023, кущів — 900. Серед зелених насаджень переважають листяні дерева (92 %), хвойні породи займають 8 %. Площа квітників становить 1047 м², пішохідних доріжок — 8000 м².

## Сучасний стан
На території парку знаходяться пам'ятник радянським громадянам та військовополоненим, розстріляним фашистами та каплиця святителя Миколая Мирлікийского Чудотворця.

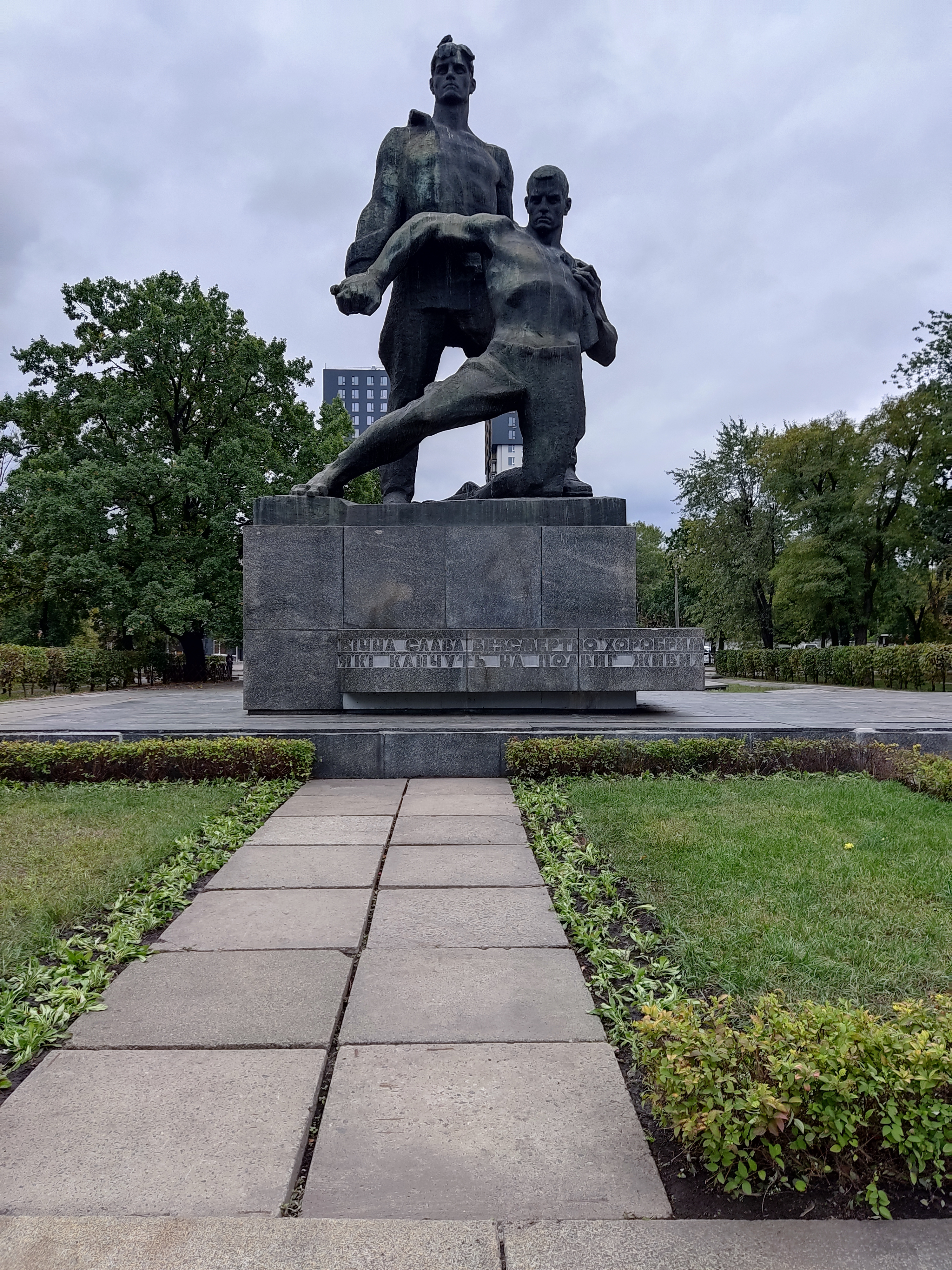
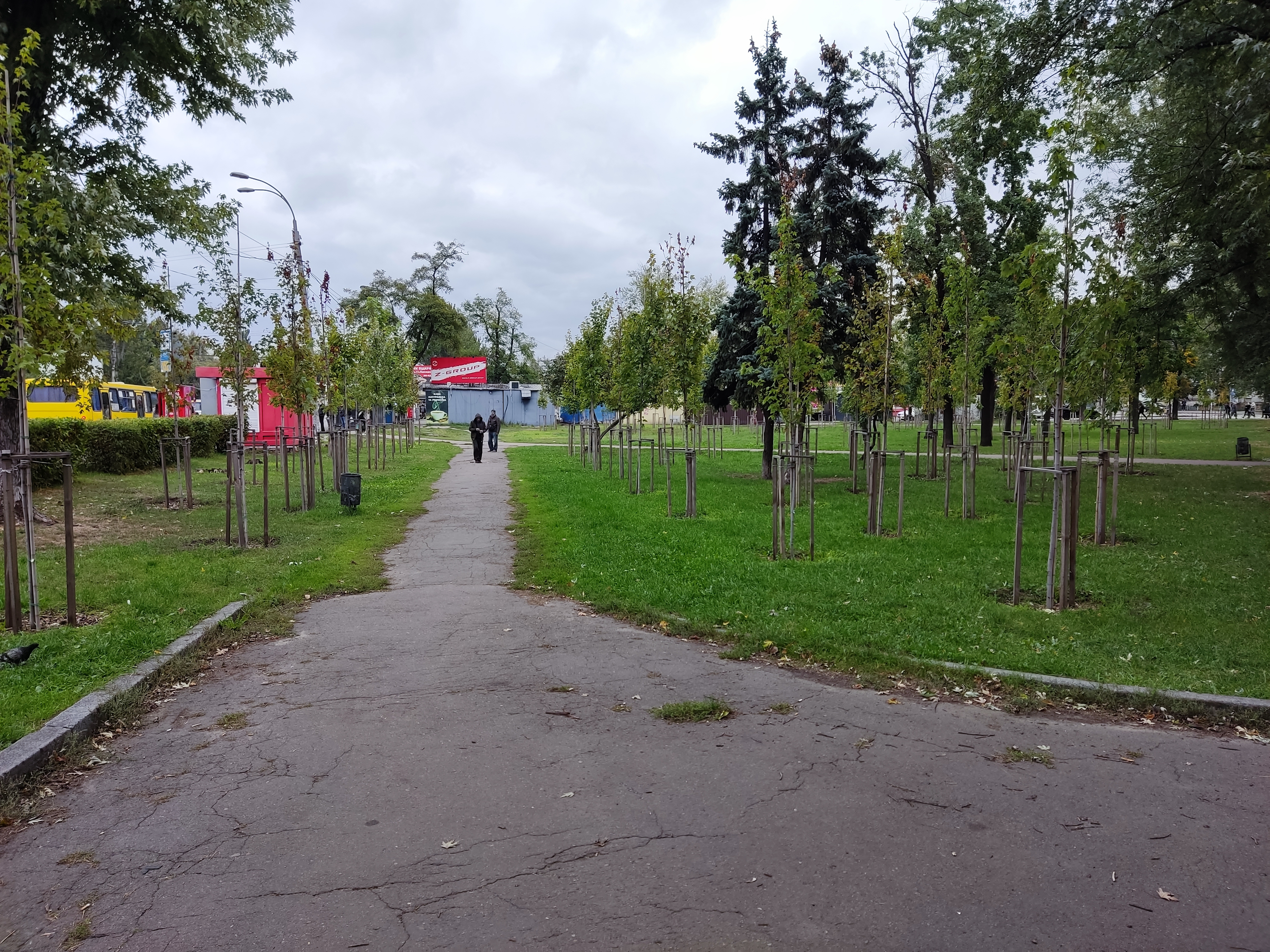
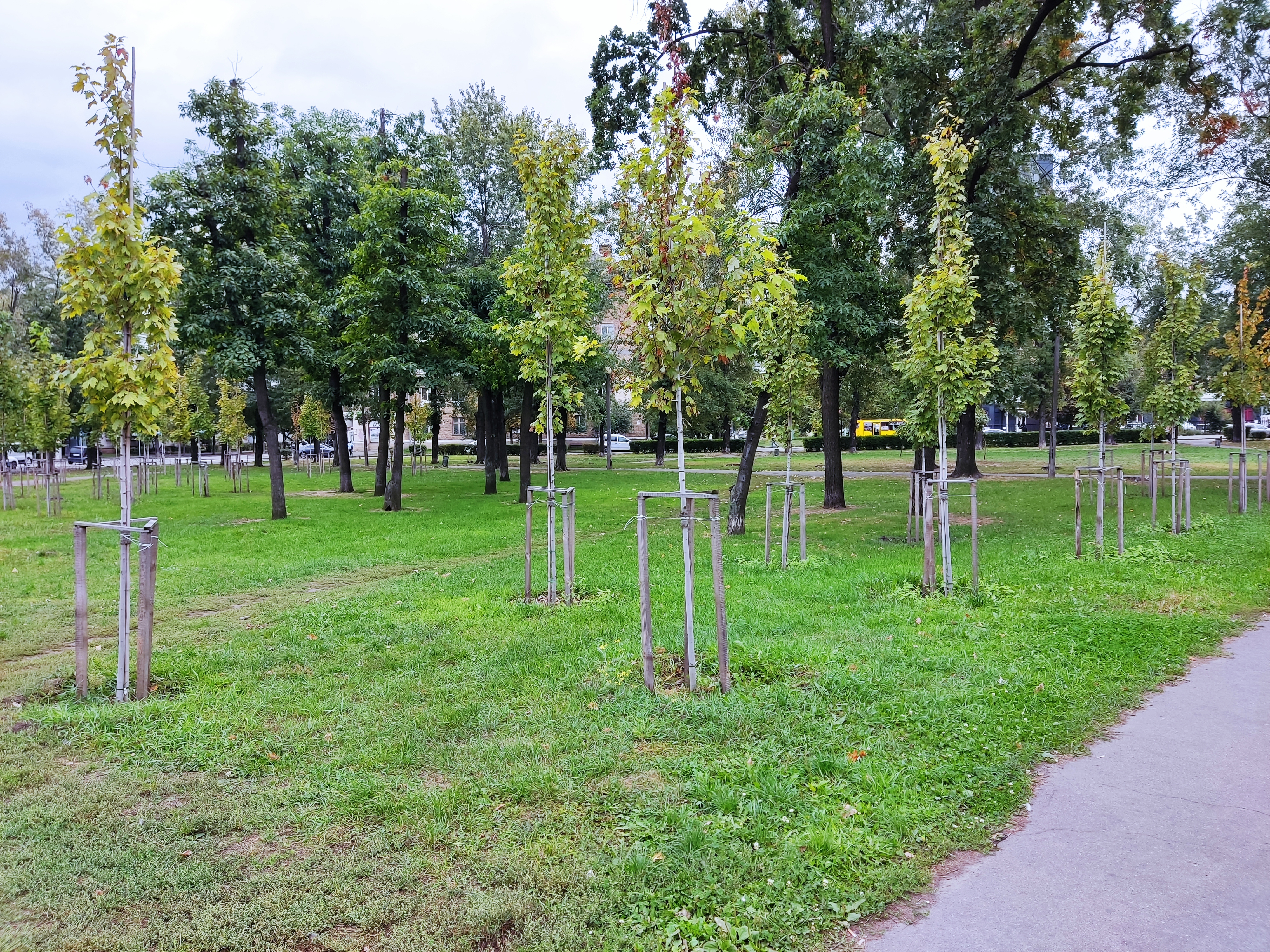
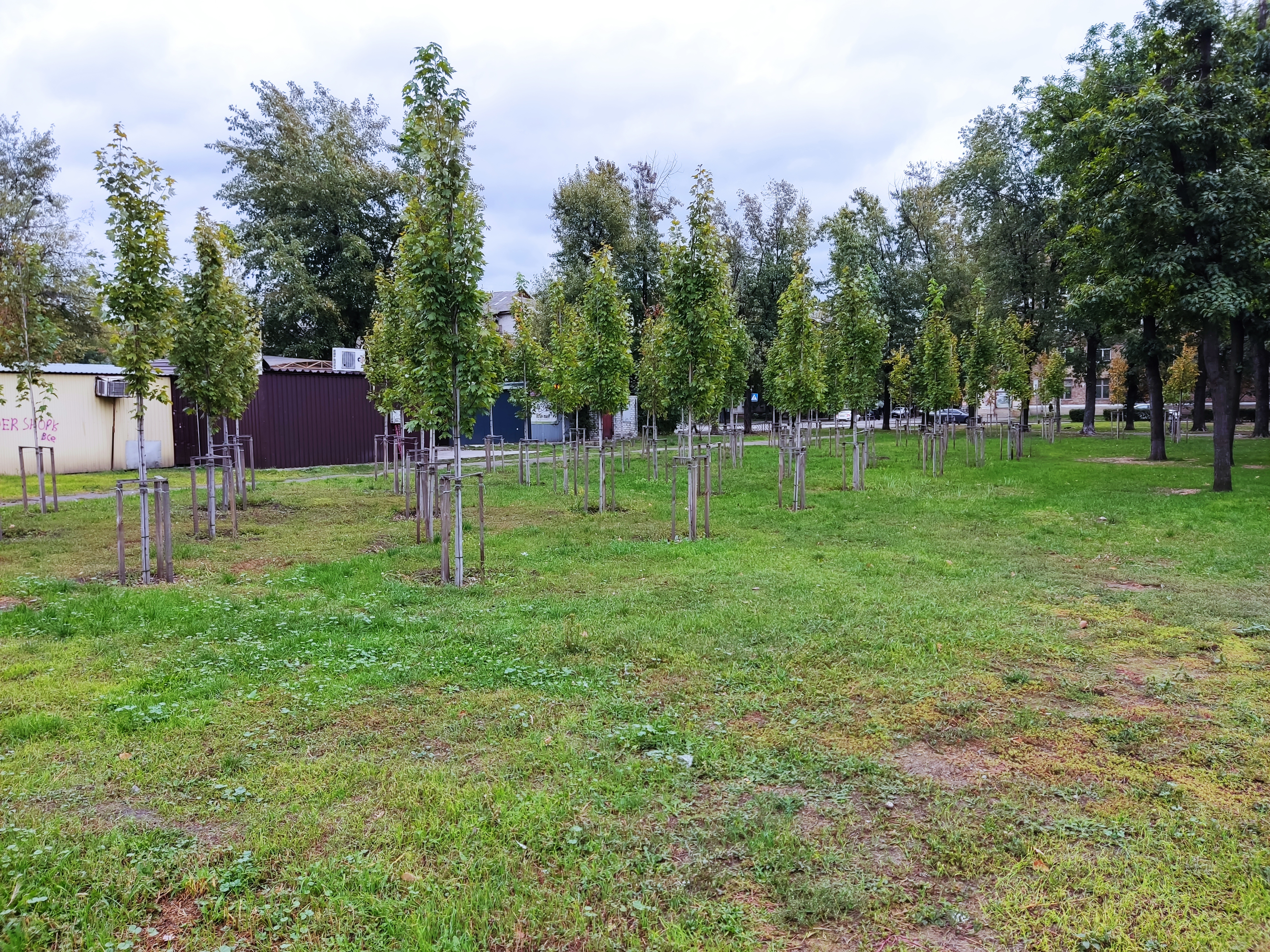